# Kiedrzyńscy herbu Ostoja

Herb Ostoja, wersja średniowieczna.

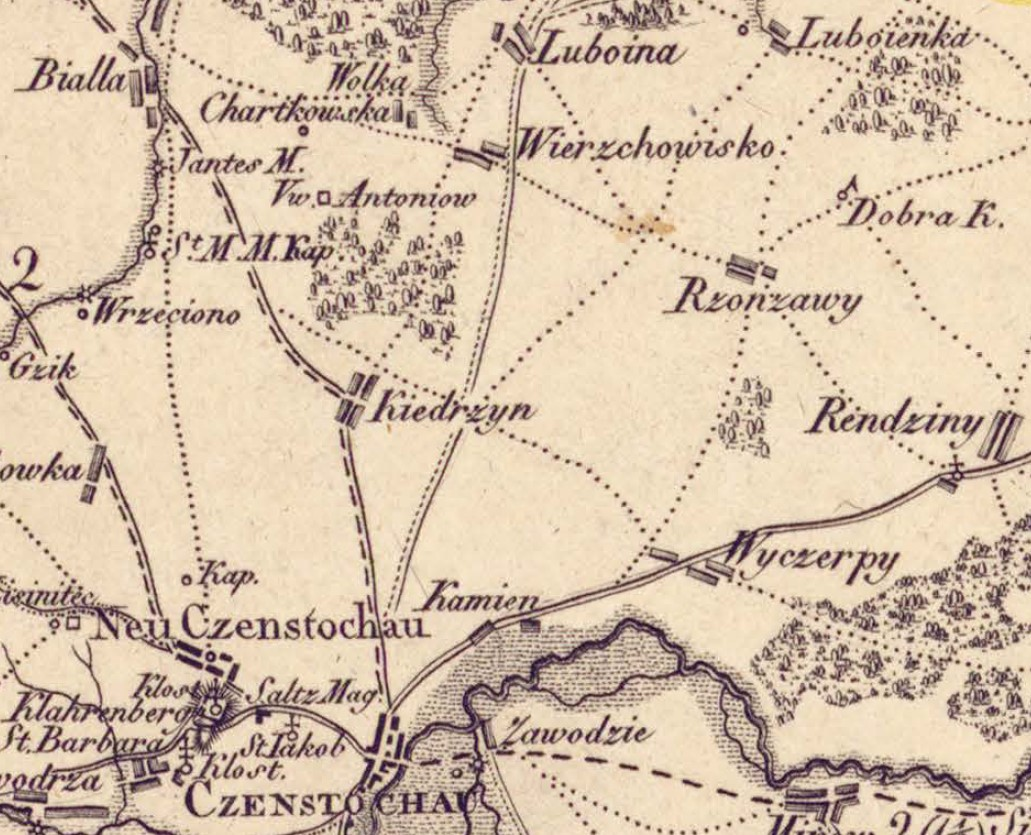
Kiedrzyn i Wierzchowisko na mapie Prus Południowych Davida von Gilly z lat 1802-1803.

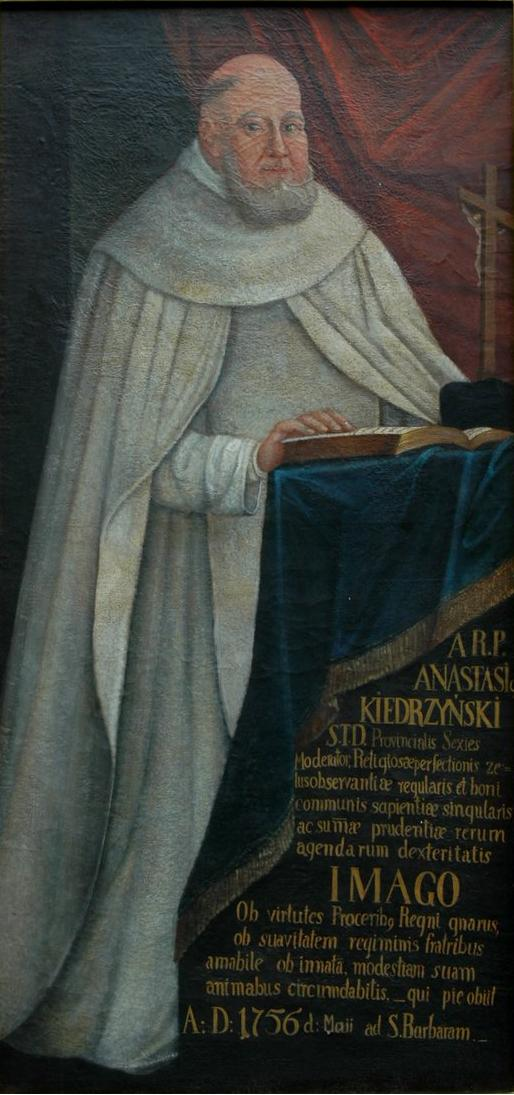
O. Anastazy Kiedrzyński, prowincjał polski zakonu paulinów, przeor klasztoru na Jasnej Górze.

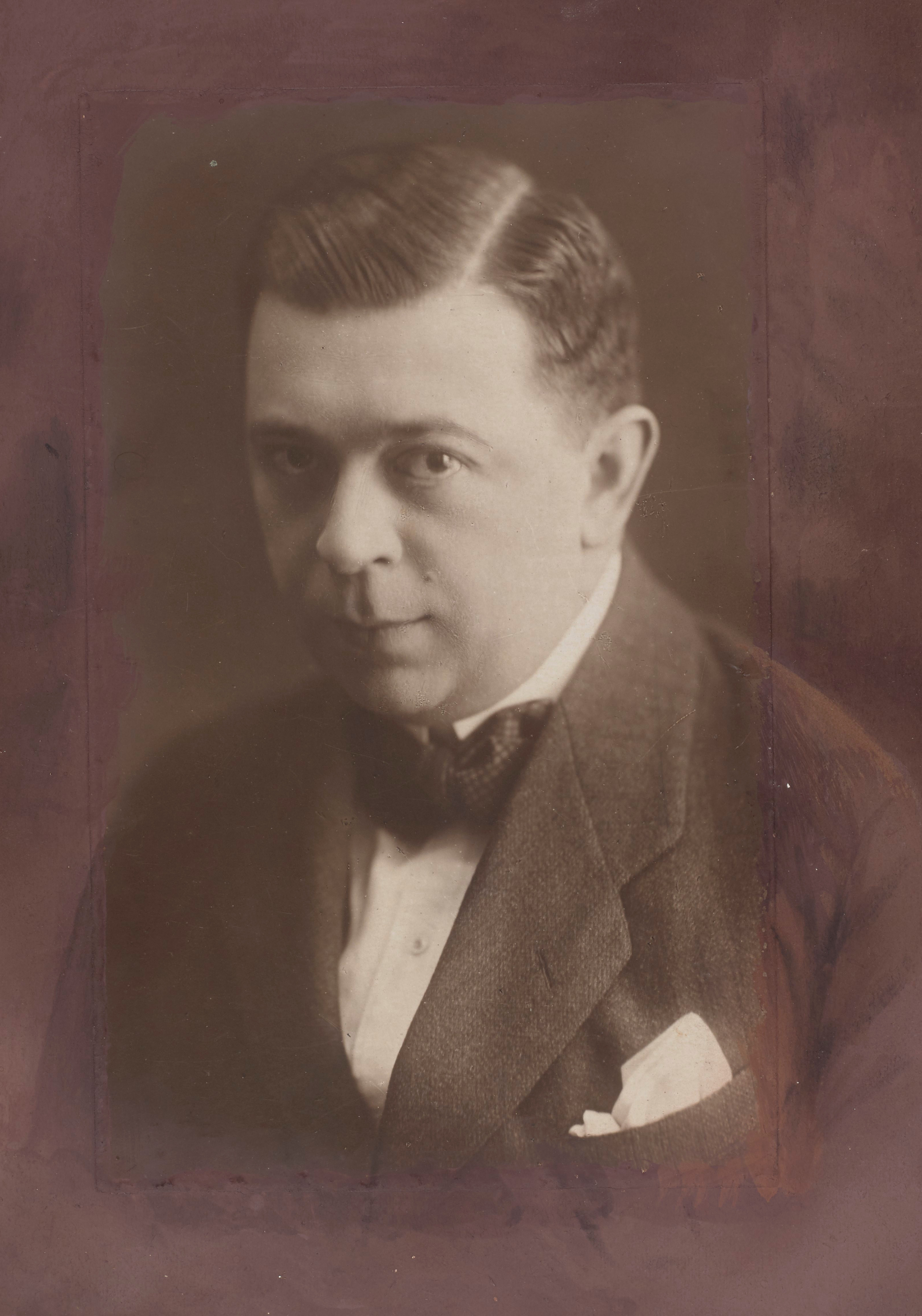
Stefan Kiedrzyński, dramaturg i powieściopisarz.

Kiedrzyńscy – polski ród szlachecki pieczętujący się herbem Ostoja, należący do heraldycznego rodu Ostojów (Mościców), wywodzący się z Kiedrzyna (obecnie dzielnica Częstochowy). Kiedrzyńskich wspomniał Kasper Niesiecki w Herbarzu Polskim.

## Najstarsze świadectwaźródłowedotyczące rodu
Poniżej wymienione są wybrane świadectwa źródłowe dotyczące Kiedrzyńskich herbu Ostoja oraz wsi Kiedrzyn do połowy XVI wieku.
- Najstarsza wzmianka dotycząca wsi gniazdowej – Kiedrzyna pochodzi z okresu, kiedy wieś była własnością królewską, znajdującą się w tenucie szlacheckiej. W roku 1398 tenutariuszem Kiedrzyna był Pietrasz Stroszocic (Stroszoczicz, syn Strasza)[3]. Jako wieś królewską odnotował Kiedrzyn Jan Długosz w Liber beneficiorum dioecesis Cracoviensis[5].
- Pierwszym znanym przedstawicielem rodu Ostojów będącym tenutariuszem Kiedrzyna był Mikołaj Biel z Błeszna, syn Abla Biela, występujący w źródłach w latach 1424–1428, który nie pozostawił męskich potomków, podobnie jak inni potomkowie Abla Biela[6]. Tenutę Kiedrzyn po Bielu w roku 1432 dzierżył Mikołaj z Pierzchna[3] herbu Ostoja[7].
- W roku 1468 Jan Koziegłowski herbu Lis[8], tenutariusz Kiedrzyna, zastawił tę wieś za 100 florenów węgierskich i 10 grzywien Jakubowi z Wierzchowiska (zapewne herbu Ostoja[9][10]) na okres 1 roku aż do pełnego wykupu. Jakub z Wierzchowiska, tego roku, zapisał swej żonie Katarzynie 40 grzywien z racji wiana na dobrach dziedzicznych w Kiedrzynie. Po roku 1475 występowali w Kiedrzynie bracia – Jakub, jako tenutariusz z Kiedrzyna, Mikołaj z Kiedrzyna i ich siostra Katarzyna (małżonka Piotra z Golanek), dzieci Jakuba z Kiedrzyna[3].
- w roku 1480 Mikołaj z Kiedrzyna zapisał swej żonie Dorocie, córce Tomasza Czaskowskiego (Czaszkowskiego) 30 grzywien posagu i tyleż wiana na połowie wszystkich posiadanych dóbr dziedzicznych - Kiedrzyn i Wierzchowisko[3].
- W roku 1504 Małgorzata Kiedrzyńska herbu Ostoja dostała od króla Aleksandra Jagiellończyka 10 grzywien[11].
- W latach 1522–1539 występował w źródłach Mikołaj Kiedrzyński herbu Ostoja dziedzic Kiedrzyna, mąż Zuzanny[3].
- W roku 1544 król Zygmunt Stary zezwolił Feliksowi Błeszczyńskiemu wykupić wieś Kiedrzyn z rąk Zuzanny, wdowy po Mikołaju Kiedrzyńskim i jego dzieci: Marcina (Mariana), Piotra, Szymona, Sebastiana, Elżbiety, Barbary i Zofii[3].
- W roku 1547 Zygmunt Stary zezwolił Gabrielowi Zaborowskiemu wykupić wieś Kiedrzyn z rąk braci Mariana, Piotra, Sebastiana i Szymona Kiedrzyńskich i nadał mu dożywotnio tę wieś[3].
- W latach 1549–1551 Marian i Piotr Kiedrzyńscy z Kiedrzyna i Woli Wierzchowskiej (dziś Wola Kiedrzyńska) procesowali się z Wojciechem, prowincjałem klasztoru częstochowskiego o to, że nie zwrócił Kiedrzyńskim kmiecia Macieja Kępy zbiegłego z Kiedrzyna do Szarlejki[3].

## Majątki ziemskie należące do rodu
Poniżej wymienione są ważniejsze dobra ziemskie należące do Kiedrzyńskich herbu Ostoja.
Kiedrzyn, Wierzchowisko, Wola Wierzchowska (dziś Wola Kiedrzyńska), Kurów, Kamyk, Dymki, folwark Kamionki, Orpiszewek, Fabianów, Bieganin, Kaczki Średnie, Kunowo, Małęczyn.

## Przedstawiciele rodu
- Jan Kiedrzyński (1609–1672) – ksiądz katolicki, jezuita, misjonarz w Turowie (1653–1654), kapelan pod Chocimiem. Pochodził z Wielkopolski. Zmarł 13 lipca 1672 roku w Brześciu Litewski[16].
- Jan Jakub Kiedrzyński (zm. przed 1729) – właściciel Kurowa, podwojewodzi wieluński[11]. Był synem Stanisława i Elżbiety ze Skorzewskich. Jego małżonką była Anna Gomolińska[17]. W roku 1698 kupił od Sebastiana Gawrońskiego wieś Dymki i folwark Kamionki[12].
- Anastazy Kiedrzyński, właściwie Piotr Kiedrzyński (1676–1756) – duchowny katolicki, zakonnik OSPPE, prezbiter, doktor teologii, prowincjał Zakonu Świętego Pawła Pierwszego Pustelnika, przeor klasztoru wieluńskiego, na Jasnej Górze (1716–1719) oraz na Skałce w Krakowie (1722–1728). Był synem Ludwika i Zofii Kiedrzyńskich[18].
- Andrzej Kiedrzyński (zm. przed 1769) – właściciel dóbr Bieganin. Był synem Kazimierza i Katarzyny Swierczkowskiej. Jego małżonką była Franciszka Jackowska, córka Jana, podstolego kruszwickiego i Teresy Załuskowskiej[14].
- Joachim Kiedrzyński (zm. 1787) - duchowny katolicki, zakonnik OSPPE (paulin). Był bratem o. Celestyna Kiedrzyńskiego, cystersa[19].
- Ludwik Kiedrzyński (zm. po 1789) – dzierżawca dóbr Sekursko, burgrabia piotrkowski. Był mężem Róży z Błeszyńskich[11].
- Florian Kiedrzyński (zm. po 1791) – właściciel dóbr Kaczki Średnie, burgrabia ziemski zakroczymski[15], komisarz województwa kaliskiego[20]. Był synem Andrzeja i Franciszki z Jackowskich, właścicieli dóbr Bieganin. Jego małżonką była Barbara Mikołajewska, córka Antoniego i Katarzyny Żurawskiej[15].
- Jan Kiedrzyński (zm. 1793) – ksiądz katolicki, kanonik kapituły kolegiackiej św. Jerzego w Gnieźnie, penitencjarz archikatedralny gnieźnieński, proboszcz wrzesiński i marzeniński[21].
- Jakub Kiedrzyński (zm. 1798) –  właściciel dóbr Orpiszewek i Fabianów, burgrabia kaliski, sędzia ziemski kaliski. Był synem Andrzeja i Franciszki Jackowskiej. W związki małżeńskie wstępował dwukrotnie – 1. z Brygidą Bardzką[22] i 2. z Juljanną Bogdańską[23].
- Łukasz Kiedrzyński (zm. 1802) – dziedzic dóbr Kunowo. Był synem Jana Kiedrzyńskiego i Ludwiki z Sielińskich (cz. Sielnickich, Silnickich). Jego małżonką była Franciszka Raczyńska[24].
- Celestyn Kiedrzyński (1734–1818) – ksiądz katolicki, zakonnik OCSO (cysters) klasztoru w Bledzewie, presbiter, profesor, proboszcz bledzewski. Wstąpił do zakonu około roku 1757[25][26]. Kiedy został wzniesiony nowy kościół w Bledzewie w roku 1780, pełnił funkcję przeora klasztoru[27]. Był synem Jana Kiedrzyńskiego i Ludwiki z Sielińskich (cz. Sielnickich, Silnickich)[28].
- Wincenty Kiedrzyński (zm. 1839) – dziedzic Małęczyna. Pochowany został w Radomiu[11].
- Stefan Kiedrzyński (1886–1943) – polski dramaturg i powieściopisarz. Ukończył Akademię Sztuk Pięknych w Warszawie. Był stałym współpracownikiem „Kuriera Warszawskiego”. Tworzył komedie, satyry, farsy, powieści obyczajowe i sensacyjne, a także scenariusze filmowe. Był synem Bolesława Kiedrzyńskiego, urzędnika Wiedeńskiej Drogi Żelaznej i Julii Amalii z Dolnych[29].
- Roman Kiedrzyński, pseudonim Ryszard (1906–1970) – powstaniec warszawski, podporucznik. Używał nazwiska konspiracyjnego Stanisław Cieszkowski. Walczył w szeregach Armii Krajowej (batalion „Zaremba-Piorun”, 2. kompania). Przeszedł szlak bojowy: Śródmieście Południe. Po powstaniu trafił do niewoli niemieckiej[30].
- Zdzisław Kiedrzyński, pseudonim Gospodarz (1905–1976) – powstaniec warszawski, porucznik rezerwy kawalerii. Brał udział w konspiracji w latach 1939–1944 w V Obwodzie (Mokotów) Warszawskiego Okręgu Armii Krajowej w dywizjonie 1. pułku szwoleżerów Józefa Piłsudskiego. Przeszedł szlak bojowy: Czerniaków - Sielce[31].
- Janusz Kiedrzyński, pseudonim Wiktor (1925–1944) – powstaniec warszawski, kapral podchorąży. Walczył w szeregach Armii Krajowej – batalion „Zaremba-Piorun”, 2. kompania. Szlak bojowy: Śródmieście Południe. Ciężko ranny, postrzelony przez snajpera, zmarł w wyniku odniesionych ran 13.08.1944.[32]